# Zethenia nonnotota
Zethenia nonnotota là một loài bướm đêm trong họ Geometridae.